# ゼロから歩き出そう
『ゼロから歩き出そう』は、阿久津健太郎と阿久津愛による兄妹デュオZEROのデビューシングル。1996年5月22日にBMGビクターよりリリースされた。

## 概要
表題曲は安室奈美恵出演のロッテ「シュガーレスチョコレートZERO」「シュガーレスアイスZERO」のCMソングに使用された。約30万枚を売り上げ、自身最大のヒットシングルとなっている。

## 収録曲
1. ゼロから歩き出そう
  - 作詞：五島真、作曲：ZERO、編曲：大槻啓之
2. 愛し合う意味を抱いて
  - 作詞・作曲：ZERO、編曲：大槻啓之
3. ゼロから歩き出そう (Al version KARAOKE)
4. ゼロから歩き出そう (KENTARO version KARAOKE)